# 1947 în film
- 1946 în cinematografie — 1947 în cinematografie — 1948 în cinematografie

## Filmele cu cele mai mari încasări
În SUA
| #   | Titlu                                          | Studio           | Actori                                                                      | Încasări   |
| --- | ---------------------------------------------- | ---------------- | --------------------------------------------------------------------------- | ---------- |
| 1.  | Unconquered                                    | Paramount        | Gary Cooper și Paulette Goddard                                             | $6.100.000 |
| 2.  | The Bachelor and the Bobby-Soxer The Egg and I | RKO Universal    | Cary Grant, Myrna Loy și Shirley Temple Claudette Colbert și Fred MacMurray | $5,500,000 |
| 3.  | Mother Wore Tights                             | 20th Century Fox | Betty Grable                                                                | $5,250,000 |
| 4.  | Life With Father                               | Warner Bros.     | William Powell, Irene Dunne și Elizabeth Taylor                             | $5,057,000 |
| 5.  | Green Dolphin Street                           | MGM              | Lana Turner                                                                 | $5,000,000 |
| 6.  | Road to Rio                                    | Paramount        | Bing Crosby, Dorothy Lamour și Bob Hope                                     | $4,500,000 |
| 7.  | Forever Amber                                  | 20th Century Fox | Linda Darnell and Cornel Wilde                                              | $4,384,000 |
| 8.  | Gentleman's Agreement                          | 20th Century Fox | Gregory Peck, Dorothy McGuire și John Garfield                              | $4,100,000 |
| 9.  | Cass Timberlane                                | MGM              | Spencer Tracy și Lana Turner                                                | $3,983,000 |
| 10. | The Ghost and Mrs. Muir                        | 20th Century Fox | Gene Tierney și Natalie Wood                                                | $3,750,000 |
| 11. | The Bishop's Wife                              | RKO              | Cary Grant, Loretta Young și David Niven                                    | $3,527,000 |
| 12. | Body and Soul                                  | United Artists   | John Garfield and Lilli Palmer                                              | $3,305,000 |
| 13. | Miracle on 34th Street                         | 20th Century Fox | Maureen O'Hara, John Payne și Natalie Wood                                  | $3,150,000 |
| 14. | Possessed                                      | Warner Bros.     | Joan Crawford și Van Heflin                                                 | $3,133,000 |
| 15. | The Farmer's Daughter                          | RKO              | Loretta Young și Joseph Cotten                                              | $3,100,000 |
| 16. | The Shocking Miss Pilgrim                      | 20th Century Fox | Betty Grable                                                                | $3,000,000 |
| 17. | Crossfire                                      | RKO              | Robert Young, Robert Mitchum, Robert Ryan și Gloria Grahame                 | $2,756,000 |
| 18. | Dark Passage                                   | Warner Bros.     | Humphrey Bogart și Lauren Bacall                                            | $2,430,000 |
| 19. | Down to Earth                                  | Columbia         | Rita Hayworth și Larry Parks                                                | $2,390,000 |
| 20. | Smash-Up, the Story of a Woman                 | Universal        | Susan Hayward                                                               | $2,101,000 |

## Premii

### Oscar
Articol detaliat: Oscar 1947
- Cel mai bun film:  Gentleman's Agreement - 20th Century-Fox
- Cel mai bun regizor:   Elia Kazan - Gentleman's Agreement
- Cel mai bun actor:  Ronald Colman - A Double Life
- Cea mai bună actriță: Loretta Young - The Farmer's Daughter
- Cel mai bun actor în rol secundar: Edmund Gwenn - Miracolul din Strada 34
- Cea mai bună actriță în rol secundar: Celeste Holm - Gentleman's Agreement

### Globul de Aur
Articol detaliat: Globul de Aur 1947
- Cel mai bun film:  Gentleman's Agreement - 20th Century-Fox
- Cel mai bun regizor:   Elia Kazan - Gentleman's Agreement
- Cel mai bun actor (dramă):   Ronald Colman - A Double Life
- Cea mai bună actriță (dramă):  Rosalind Russell – Mourning Becomes Electra